# Stenosturmia peruana
Stenosturmia peruana là một loài ruồi trong họ Tachinidae.